# Sant Climent de Llobregat
Sant Climent de Llobregat ist eine katalanische Gemeinde in der Provinz Barcelona im Nordosten Spaniens. Sie liegt in der Comarca Baix Llobregat und gehört zur Metropolregion Àrea Metropolitana de Barcelona.

## Söhne und Töchter der Stadt
- Aitana (* 1999), Sängerin